# WorldCat

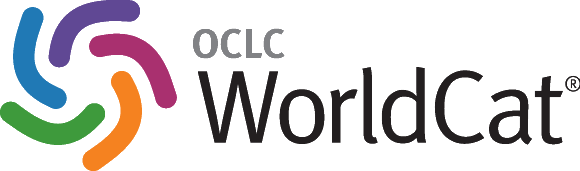
WorldCat logó

A WorldCat a világ legnagyobb bibliográfiai adatbázisa, amely több ezer  tagkönyvtár katalógusát tartalmazza. A szolgáltatást az OCLC Online Computer Library Center, Inc.  üzemelteti, a  tartalmat pedig az együttműködésben résztvevő könyvtárak biztosítják. A WorldCat adatbázist 1967-ben hozták létre nonprofit, a tagok által fenntartott könyvtári közösségként. 
Az egyesített katalógus fejlesztését az OCLC 1967-ben kezdte és az első implementációja az 1971-ben indult WorldCat volt. 
2003-ban az OCLC  elindította az Open WorldCat kísérleti programot, amellyel a WorldCat adatok egy részét elérhetővé tette a Google keresőn keresztül, a partner könyvtárak webhelyein és könyvkereskedők számára ezzel javítva az együttműködésben résztvevő tagkönyvtárak gyűjteményeihez a hozzáférést. 
A WorldCat 2006-tól közvetlenül a WorldCat.org szabad hozzáférésű weboldalán kereshető. 
2007-ben bevezették a WorldCat Identities szolgáltatást, ez egy összefoglaló oldal, tartalmazza a WorldCatben tárolt összes név metaadatát (2020 decemberében körülbelül 30 milliót) – elsősorban a közzétett művek szerzőinek a neveit. 
Számos OCLC tagkönyvtár helyi katalógusa több kevesebb rendszerességgel szinkronizálásra kerül a WorldCat adatbázissal.  A WorldCat lehetővé teszi a részt vevő könyvtárak számára azt is, hogy közvetlen hivatkozásokat adjanak a WorldCat felületéről a saját helyi katalógus-bejegyzéseikhez, így a felhasználó gyorsan megtudhatja egy-gy könyvtári egység valós idejű állapotát a helyi katalógusra kattintva (pl. hogy az adott mű elérhető-e vagy ki van kölcsönözve.). 

## Open WorldCAT
A szabadon hozzáférhető Open WorldCat katalógus 2021 februárjában mintegy 516 millió bejegyzést tartalmazott, 483 nyelven és dialektusban. Ezek a bejegyzések több mint 3,1 milliárd leltári egységet jelentenek. A katalógus évente több mint harmincmillió bejegyzéssel bővül..

### Korlátozások a WorldCat-hez képest
- A WorldCathoz képest az Open WorldCat leegyszerűsített keresési felülettel rendelkezik, megkönnyitve ezzel a kevésbé tapasztalt felhasználók számára is a keresést.
- Az Open WorldCat adatok az OCLC " Első keresés („First Search”) opciójának részét  képezik. Ez „Első keresés” kapcsolatot hoz létre a különböző OCLC adatbázisok között, de csak díj fizetés ellenében érhető el. Az Open WorldCat használata azonban nem kötődik az „Első kereséshez” és ingyenes.